# Свеський лісгосп
Свеський лісгосп — підприємство лісової промисловості в селищі міського типу Свеса, Сумської області, що здійснювало заготівлю, вивіз, сортування та відвантаження деревини.

## Історія
Ямпільський лісгосп у північній частині Ямпільського району Чернігівської області був створений у 1936 році, після утворення в січні 1939 року - опинився у складі Сумської області.
У ході Великої Вітчизняної війни з 1941 до вересня 1943 року район Окупація території СРСР військами Третього рейху і його союзників був окупований німецькими військами. У період окупації в лісовому масиві діяли радянські партизани.
У 1966 році підприємство було перейменоване на «Свіський лісгосп».
В цілому, за радянських часів лісгосп входив до числа найбільших підприємств та організацій Свеси.
Після проголошення незалежності України лісгосп перейшов у відання міністерства лісового господарства України.
У березні 1995 року Верховна Рада України внесла лісгосп до переліку підприємств та організацій, приватизація яких заборонена у зв'язку з їх загальнодержавним значенням.

## Сучасний стан
Територія лісгоспу складає 24 127 гектарів (з яких 21,7 тис. га зайняті лісами). До складу лісгоспу входять п'ять лісництв, два майданчики відвантаження деревини, цех переробки деревини та автотранспортний цех.